# Théâtre municipal de Casablanca
Le théâtre municipal de Casablanca était un ancien théâtre inauguré au début des années 1920 par le Maréchal Hubert Lyautey, résident général de France au Maroc de 1912 à 1925.

## Histoire
Ouvert exclusivement aux non-Marocains dès 1922, l’ancien Théâtre municipal de Casablanca assurera pendant 60 ans une véritable dynamique culturelle dans la ville. Son histoire s’arrêtera avec sa démolition en 1984.
Dès leur installation officielle en 1912, les autorités du Protectorat pensent à meubler le quotidien des Français, notamment à travers des lieux de distraction et de loisirs aux attraits festifs et parfois nocturnes : des music-halls, des espaces de danse, des casinos, des stades de sport, des parcs, et même des maisons closes. Mais, pour compléter cet ensemble d’aménagements de loisirs, il fallait un théâtre et le plus vite possible. C’est ainsi que l’idée de mettre en place un édifice dédié aux spectacles de théâtre est mûrement réfléchie dès 1920. La même année, les autorités du Protectorat retiennent le projet de l’architecte français Hippolyte De laporte pour la construction d’un théâtre municipal à Casablanca. Avec un budget réduit, l’édifice est construit en 90 jours selon les normes italiennes. Seule différence, la scène du théâtre municipal de Casablanca est plate et non légèrement inclinée vers le public.
Les fourberies de Jha
Durant le Protectorat, le Théâtre municipal est initialement destiné à drainer les familles françaises installées dans le pays. À cette époque, le lieu est interdit d’accès au public marocain. Les comédiens marocains, eux, sont initiés à la pratique du théâtre moderne à travers les troupes arabes et surtout égyptiennes, souvent en tournée dans les grandes villes du pays. Il faudra pourtant attendre les dernières années du Protectorat pour voir des comédiens marocains monter sur scène avec des troupes françaises qui donnent leurs représentations au Théâtre municipal. C’est à cette même période d’ailleurs que Abd Samad Kenfaoui traduit des pièces de théâtre étrangères et qu’Ahmed Tayeb al-Alj monte ses premières créations théâtrales. Rapidement, le trio Kenfaoui, al-Alj et Tahar Ouaziz traduisent et adaptent les pièces de la Troupe du Théâtre Marocain, dont Tayeb Saddiki fait également partie. Parmi ces pièces, on retrouve notamment Aâmal Jha, adaptée en 1955 des Fourberies de Scapin (Molière). La pièce connaît un franc succès et propulse la carrière de Saddiki qui y incarne le rôle du célèbre personnage Jha.
En 1956, Aâmal Jha reçoit le deuxième prix au Festival du théâtre des Nations et Tayeb Saddiki intègre le théâtre moderne par les grandes portes. La personnalité de celui qui deviendra par la suite directeur du Théâtre municipal de Casablanca est forgée durant cette période. Nous sommes au lendemain de l’Indépendance et le Théâtre municipal devient accessible à un large public de Marocains et d’étrangers. L’année 1958 est ainsi marquée par l’adaptation du Malade imaginaire, sous le titre de Mrid Khatrou. Les succès se suivent ainsi et plusieurs représentations où joue Saddiki sont programmées au théâtre de Casablanca.
A cette même période, la formation des étudiants au Conservatoire National est assurée dans un ensemble de constructions en bois, donnant sur l’entrée des artistes du Théâtre municipal. Lahcen Zinoun, chorégraphe et cinéaste, se rappelle cette époque : « Alors que nous étions encore élèves du conservatoire, nous accédions au Théâtre municipal par l’entrée des artistes, au niveau de la rue Talma. À gauche, il y avait un garage aménagé en studio et qui s’appelait « Salle de danse ». C’est là-bas que je prenais des cours ». Comme tous les Casablancais ayant vécu cette époque et ayant surtout évolué dans les arts vivants, Zinoun décrit l’ancien théâtre comme : « un petit bijou, avec une machinerie parfaite, des balcons et des loges de six à huit places. J’y ai assisté à des concerts d’artistes comme Charles Aznavour ». Car, dans cet espace, on ne vient pas que pour voir du théâtre. « On écoutait des quatuors, des quintets. On prenait part ou assistait à de très beaux spectacles de ballet comme celui du Marquis de Cuevas ou de Janine Charrat ». Le théâtre était également ce lieu où des artistes comme Lahcen Zinoun ont fait leurs premiers pas dans le monde du spectacle : « Nous passions une grande partie de notre temps au théâtre municipal. Notre directeur à l’époque, Mariton, voulait à tout prix élargir le conservatoire, mais aussi ses activités. Je me rappelle que le concierge du théâtre, Delmpierre, avait une fille qui était également élève parmi nous et participait elle aussi aux activités. J’ai connu essentiellement la période du théâtre municipal où Célérier puis Mohammed Afifi en assuraient la direction. Après, j’ai quitté le Maroc en 1964 pour continuer mes études à l’étranger. Par la suite, je suis devenu professeur de danse au conservatoire en 1973 ».
Le relais des « subversifs »
L’écrivain et critique Driss El Khouri se souvient, lui, de « l’âge d’or de Casablanca », où le Théâtre municipal programmait de plus en plus des spectacles de troupes marocaines et d’artistes étrangers de renom, via l’entreprise de spectacles Gala Garzanti : « Tayeb Saddiki, épaulé éminemment par Ahmed Saâri à la direction du Théâtre municipal, a eu un grand rôle grâce auquel le théâtre avait installé une programmation quasi-quotidienne ». Cette démarche allait rapidement donner une importance au lieu, devenu prisé par tous : « Les artistes internationaux ou les troupes nationales étaient programmés à Casablanca en premier, avant de continuer leurs tournées à Rabat, Meknès, Marrakech, puis Fès », rapporte El Khouri. Cette dynamique accompagne en fait les évènements politiques de l’époque et les années de plomb de manière générale. Elle n’a pas véritablement de connotation politique, mais elle est rapidement associée à un acte politique vu le caractère subversif de l’art. De plus, les entrées Est du théâtre mènent à des galeries dépendantes servant d’espace aux associations qui y organisent des semaines culturelles. En 1983, après le massacre de Sabra et Chatila, la mobilisation internationale gagne les alentours du théâtre. Les galeries accueillent une semaine de soutien à l’Organisation de Libération de Palestine (OLP). Dans l’espace, une exposition de photos-choc, montrées pour la première fois, décrit l’ampleur et l’horreur du massacre. Juste avant la destruction du théâtre, les activités comme celle des galeries n’ont quasiment plus jamais eu lieu sans que l’espace ne soit surveillé, presque barricadé par les forces de l’ordre. Tayeb Saddiki n’est plus directeur à ce moment-là et Lahcen Zinoun est un des derniers artistes à y donner un spectacle, au début de 1984.
La même année, le poète Ahmed Kaâbour y est invité pour une lecture. Face au public, les forces de l’ordre déployées sur place sont débordées. Les spectateurs sont si nombreux que des centaines d’entre-eux se trouvent bloqués à l’extérieur de l’édifice. Tous scandent les mots d’Ahmed Kaâbour et les refrains de Marcel Khalifa. Quelques jours après l’événement, le théâtre est détruit. Comme Driss El Khoury, Lahcen Zinoun avoue n’avoir jamais compris ce qui s’est réellement passé, peu avant la destruction de ce lieu mythique : « Ce théâtre a dérangé parce que l’art fait peur. L’art est subversif. Nous sommes un peuple qui efface sa mémoire et accessoirise son patrimoine. Une culture n’est créée que pour remplacer l’autre qui la précède et non pas pour l’enrichir ». Finalement, le projet « provisoire » des autorités du Protectorat allait durer près de 62 ans, avant que le théâtre ne soit détruit en 1984.
Par Ghita Zine

## Grandes figures passées par le théâtre
Sous la direction de Tayeb Saddiki, figure marquante du théâtre marocain et arabe, directeur dudit théâtre de 1965 à 1977, plusieurs stars nationales et internationales s'y sont produites dont :
- Le chanteur Jacques Brel s'est déjà produit au théâtre municipal de Casablanca en 1962.
- Joséphine Baker, la célèbre chanteuse et danseuse a assuré elle aussi un grand spectacle au théâtre.
- Jacques Dutronc. Dans les années 70, Le groupe British The Monkees, que j'ai rencontré devant la maison du piano rue Mostapha el maàni. Je les avais invités à boire un thé, ils m'avaient invité à leur concert après avoir partagé le calumet de la paix.

En plus des icônes artistiques mondiales, de grands noms de la scène marocaine actuelle ont fait leurs débuts au théâtre mythique, comme Tayeb Saddiki, Mohamed Miftah, Touria Jebrane ainsi que les  Tagadda, Lemchaheb, Jil Jilala et Nass El Ghiwane.